# Spolehlivost antikoncepce
Spolehlivost antikoncepce vyjadřuje, jak účinně daná antikoncepční metoda zabraňuje početí, tj. jinak řečeno, jaký podíl žen neplánovaně otěhotní při jejím používání. Pro uživatele je to nejdůležitější údaj o vlastnostech metody.

## Dva typy spolehlivosti
Pro každou metodu kontroly početí je třeba znát dva údaje o spolehlivosti (nikoli pouze jeden, jak se často uvádí): 
- Spolehlivost při správném používání metody (angl. perfect use), tj. přesně podle návodu;
- Spolehlivost při typickém používání metody (angl. typical use), tj. spolehlivost v praxi, kdy do hry vstupují i chyby uživatelů.

První údaj je to, co chce především znát potenciální uživatel kontroly početí. Druhý ukazuje, jak je její správné používání obtížné a závislé na uživateli, jak citlivá je metoda na nedůslednost v aplikaci. U těch postupů, jejichž účinnost je závislá na jednání uživatele (např. kondom), může být rozdíl značný. Naopak u metod nezávislých na uživateli (např. sterilizace u ženy) je rozdíl mezi oběma výše zmíněnými indexy nulový.

## Jak se spolehlivost měří
Pro určení spolehlivosti kontroly početí lze použít řadu měřítek. Nejčastěji je to (zvláště u starších studií) Pearlův index, který vyjadřuje, kolik žen ze 100 neplánovaně otěhotní za rok používání metody. Ten má ale řadu nevýhod, proto se v novějších studiích spolehlivost uvádí pomocí metody life-table, která vypočítává pravděpodobnost početí pro každý měsíc a pak kumulativní (součtovou) pravděpodobnost pro 12 (nebo podle potřeb 6 či 18, 24 atd.) měsíců používání.
Protože pravděpodobnost neplánovaného početí se v čase mění (nejvyšší je u začátečníků, u mladých párů s vysokou plodností a sexuální aktivitou), má velký význam údaj o spolehlivosti metody za první rok používání.

## Srovnání spolehlivosti antikoncepčních metod
Níže uvedené údaje pocházejí (není-li uvedeno jinak) z knihy Contraceptive technology, 19th ed. (Technologie kontracepce, 19. vydání), která patří mezi „zlatý standard“ informací o antikoncepci a její spolehlivosti.
| Metoda                                   | Správné užívání (%) | Typické užívání (%) |
| Žádná                                    | 85                  | 85                  |
| Spermicidy                               | 18                  | 29                  |
| Přerušovaná soulož                       | 4                   | 27                  |
| Metoda Standardních dnů[3]               | 5                   | 12                  |
| Metoda TwoDay[4]                         | 4                   | 14                  |
| Billingsova metoda[5]                    | 3                   | 23                  |
| Symptotermální metoda[6]                 | 0,4                 | 2[6]-10[7]          |
| Kondom mužský                            | 2                   | 15                  |
| Kondom ženský                            | 5                   | 21                  |
| Pilulka (kombinovaná/čistě gestagenní)   | 0,3                 | 8                   |
| Měděné nitroděložní tělísko              | 0,6                 | 0,8                 |
| Hormonální nitroděložní tělísko (Mirena) | 0,2                 | 0,2                 |
| Sterilizace ženská                       | 0,5                 | 0,5                 |
| Sterilizace mužská                       | 0,10                | 0,15                |
Všechny údaje uvádějí spolehlivost během prvního roku užívání.
Světlejší barvou jsou pro přehlednost odlišeny tzv. metody neplodných dnů, přirozené plánování rodičovství. Ukazuje se, že moderní metody (např. symptotermální) mají při správném používání vysokou spolehlivost.

## Spolehlivost krátkodobá a dlouhodobá
Interpretace výše uvedených údajů je mnohem složitější, než by se mohlo na první pohled zdát. Ukazují totiž pouze údaje pro pouhý jeden (v tomto případě první) rok používání metody. V běžném životě ale lidé užívají antikoncepci často až dvě desetiletí (počítáme-li nástup sexuální aktivity kolem 18. roku, konec plodnosti ženy kolem 45. roku a dva porody). To znamená, že některé ženy, které neplánovaně neotěhotněly během prvního roku, otěhotní během druhého nebo dalšího. Celkový podíl žen, které během svého života zažijí „selhání antikoncepce“ (u reverzibilních metod) při správném používání tedy bude podstatně vyšší, než uvádějí běžné údaje o spolehlivosti antikoncepce.

#### Cizojazyčná
- Trussell, J. (2007). Contraceptive efficacy. In R. A. Hatcher, J. Trussell, A. L. Nelson et al. (Eds.), Contraceptive technology (19th revised ed.)(pp. 343-360), New York: Ardent Media.